# Hans Sennholz
Hans F. Sennholz, född den 3 februari 1922 i Bergkamen, provinsen Westfalen, död den 23 juni 2007 i Grove City, Pennsylvania, var en amerikansk  nationalekonom i den österrikiska skolan och student under Ludwig von Mises. 
Han värvades till Luftwaffe under andra världskriget, men sköts ner över norra Afrika och tillbringade mesta tiden av kriget som krigsfånge i ett läger i USA. Efter kriget började han studera vid University of Texas i Austin. Han tog även examen vid Marburg och Köln. Därefter flyttade han tillbaka till USA där han tog en doktorsexamen vid New York University med Ludwig von Mises som handledare. Med detta blev han Mises första doktorsstudent i USA. Han var professor i nationalekonomi vid Grove City College från 1956. Efter det att han pensionerade sig blev han ordförande för Foundation for Economic Education, vilket han var mellan 1992 och 1997. 
Joseph Salerno, även han en anhängare av den österrikiska skolan, menade att Sennholz var en underskattad medlem av den österrikiska traditionen som "skriver så tydligt om en så stor mängd frågor att han riskerar att möta samma öde som Say och Bastiat.Som en annan österrikare, Joseph Schumpeter, pekade ut så skrev dessa två 1800-talsekonomer med en sådan tydlighet och enkelhet att deras arbete felbedömdes av deras brittiska mindre kunniga kollegor som 'lätt' och 'ytligt'."
Ron Paul, den amerikanska presidentkandidaten och kongressledamoten, skrev att det var Hans Sennholz som fick honom att bli intresserad av ekonomi. 